# James Lilja
James Frederick Lilja (Los Angeles, 7 mei 1966) is een Amerikaanse gynaecologische oncoloog en drummer. Lilja is vooral bekend als de eerste drummer van de punkrockband The Offspring en trad op met de band tussen 1984 en 1987.

## Biografie
Lilja studeerde tussen 1984 en 1988 aan de Universiteit van Los Angeles, Californië, waar hij afstudeerde met een B.S. graad in de microbiologie.
In 1984 ging Lilja drummen bij Clowns Of Death samen met Noodles, Aaron Henderson en Mike Mullenix. Lilja kende Dexter Holland al een tijdje en nodigde hem uit om mee te spelen met Clowns Of Death. Hetzelfde jaar kwam Lilja bij Manic Subsidal (wat in 1986 naar The Offspring veranderd zou worden) die Dexter samen met Greg K. had opgericht. In 1985 had Lilja Noodles uitgenodigd om bij de band te komen. Lilja speelde op de eerste demo-tape van de groep in 1986, wat hen vroeg bekendheid opleverde door een positieve recensie in het tijdschrift Maximumrocknroll. Datzelfde jaar trad Lilja op op de debuutsingle van de band, I'll Be Waiting, dat werd uitgebracht via Black Label Records. Lilja hielp ook bij het schrijven van het nummer "Beheaded", dat later op het debuutalbum van de groep, The Offspring (1989) verscheen. In 1987 Lilja vertrok The Offspring vanwege zijn studies; Dexter Holland zei later dat Lilja zo gefocust was op het behalen van de medische school dat de band hem op vriendschappelijke voet heeft laten gaan. Lilja werd datzelfde jaar vervangen door Ron Welty, die toen pas 16 jaar oud was.
Lilja kreeg toelating tot de University of Pittsburgh School of Medicine, waar hij in 1993 afstudeerde met een MD-graad.
Na het voltooien van de medische school, ondernam Lilja een stage en residency aan het University of Texas Health Science Center in Houston (1994-1997) en een beurs aan de University of Michigan Medical School (1998-2000). In 2001 werd hij gecertificeerd door de American Board of Obstetrics and Gynecology als verloskundige en gynaecoloog. Hij voltooide zijn fellowship aan de Universiteit van Michigan in gynaecologische oncologie. In 2003 was hij dubbel gecertificeerd als verloskundige-gynaecoloog en gynaecologisch oncoloog. Hij heeft praktijken in zowel San Jose als Fremont.
Tijdens de medische school vormde Lilja een band met andere medische studenten, The Oral Groove. In 2009 richtte Lilja band 11x op. Lilja behoudt een actieve interesse in rockmuziek tussen het beoefenen van geneeskunde. Lilja's nieuwste band, Bunko, werd opgericht in 2018. Hun debuut-EP, Thought Patrol, werd uitgebracht op 25 augustus 2019.
Op 6 augustus 2023 trad Lilja voor eerst op sinds 1987 met The Offspring om het nummer "Beheaded" live te spelen (dat hij samen met Dexter Holland had geschreven) .